# Cupa României 1982-1983
Ediția 1982-1983 a fost a 45-a ediție a Cupei României la fotbal. A fost câștigată de Universitatea Craiova, care a învins-o în finală pe Politehnica Timișoara cu scorul de 2-1. Aceleași echipe s-au întâlnit și în ediția 1980-1981, a cărei câștigătoare a fost tot Universitatea Craiova.

## Desfășurare
Toate meciurile de după faza șaisprezecimilor, exceptând finala (care a avut loc în București), s-au jucat pe teren neutru. În șaisprezecimi au participat 32 de echipe, din care făceau parte și cele din Divizia A. Dacă după 90 de minute scorul era egal se jucau două reprize de prelungiri a câte 15 minute. Dacă după prelungiri scorul era tot egal, soarta calificării se decidea la loviturile de departajare. 

## Șaisprezecimi
| Data              | Echipă gazdă                |   | Echipă oaspete     | Rezultat   |
| ----------------- | --------------------------- | - | ------------------ | ---------- |
| 23 februarie 1983 | Letea Bacău                 | – | Farul              | 1:3        |
|                   | Tractorul Brașov            | – | CS Târgoviște      | 2:1        |
|                   | Dinamo                      | – | Poli Iași          | 3:1        |
|                   | Progresul București         | – | Scornicești        | 1:0        |
|                   | Sportul Muncitoresc Caracal | – | Petrolul Ploiești  | 0:3        |
|                   | Silvania Cehu Silvaniei     | – | FC Bihor           | 1:2        |
|                   | U Cluj                      | – | Argeș Pitești      | 0:3        |
|                   | CS Portul Constanța         | – | Sportul Studențesc | 0:3        |
|                   | Șoimii Lipova               | – | FCM Brașov         | 0:2        |
|                   | Minerul Moldova Nouă        | – | SC Bacău           | 0:1        |
|                   | Celuloza Piatra Neamț       | – | Chimia R Vâlcea    | 0:2        |
|                   | Chimia Brazi                | – | Corvinul           | 0:1        |
|                   | Bucovina Rădăuți            | – | Steaua București   | 0:2 (d.p.) |
|                   | U Craiova                   | – | ASA Tîrgu Mureș    | 3:2        |
|                   | Metalul Sighișoara          | – | Poli Timișoara     | 0:2        |
|                   | Auto Timișoara              | – | Jiul Petroșani     | 1:0        |

## Optimi
| Data              | Oraș                  | Echipă gazdă       |   | Echipă oaspete      | Rezultat   |
| ----------------- | --------------------- | ------------------ | - | ------------------- | ---------- |
| 27 februarie 1983 | Alba Iulia            | Poli Timișoara     | – | Progresul București | 2:1 (d.p.) |
|                   | Brașov                | Corvinul           | – | Steaua București    | 2:1 (d.p.) |
|                   | București             | Argeș Pitești      | – | Farul               | 2:1 (d.p.) |
|                   | Buzău                 | Sportul Studențesc | – | SC Bacău            | 3:0        |
|                   | Deva                  | FC Bihor           | – | Tractorul Brașov    | 1:0        |
|                   | Drobeta Turnu Severin | U Craiova          | – | Auto Timișoara      | 3:1        |
|                   | Sibiu                 | Petrolul Ploiești  | – | FCM Brașov          | 2:1        |
|                   | Târgoviște            | Dinamo             | – | Chimia R Vâlcea     | 1:0 (d.p.) |

## Sferturi
| Data          | Oraș     | Echipă gazdă   |   | Echipă oaspete     | Rezultat |
| ------------- | -------- | -------------- | - | ------------------ | -------- |
| 22 iunie 1983 | Arad     | Corvinul       | – | FC Bihor           | 2:1      |
|               | Mediaș   | Poli Timișoara | – | Petrolul Ploiești  | 1:0      |
|               | Pitești  | U Craiova      | – | Sportul Studențesc | 2:0      |
|               | Ploiești | Dinamo         | – | Argeș Pitești      | 2:1      |

## Semifinale
| Data          | Oraș  | Echipă gazdă   |   | Echipă oaspete | Rezultat   |
| ------------- | ----- | -------------- | - | -------------- | ---------- |
| 29 iunie 1983 | Arad  | Poli Timișoara | – | Corvinul       | 9:8 (pen.) |
|               | Sibiu | U Craiova      | – | Dinamo         | 4:2 (pen.) |

## Finala
| 6 iulie 1983 | U Craiova       | 2 – 1 | Poli Timișoara    | Stadionul 23 August, București Arbitru: Dan Petrescu (București) |
| 6 iulie 1983 | Rodion Cămătaru |       | Iosif Rotariu 87' | Stadionul 23 August, București Arbitru: Dan Petrescu (București) |

| UNIVERSITATEA CRAIOVA: |                    |     |
|                        |                    |     |
| P                      | Silviu Lung        |     |
| F                      | Nicolae Negrilă    |     |
| F                      | Nicolae Tilihoi    |     |
| F                      | Costică Ștefănescu |     |
| F                      | Nicolae Ungureanu  |     |
| M                      | Aurel Țicleanu     | 63' |
| M                      | Ilie Balaci        |     |
| M                      | Mircea Irimescu    |     |
| M                      | Ion Geolgău        | 63' |
| A                      | Rodion Cămătaru    |     |
| A                      | Sorin Cârțu        |     |
| Înlocuiri:             |                    |     |
| M                      | Aurel Beldeanu     | 63' |
| M                      | Adrian Popescu     | 63' |
| Antrenor:              |                    |     |
| Constantin Oțet        |                    |     |

| POLITEHNICA TIMIȘOARA |                     |     |
|                       |                     |     |
| P                     | Radu Suciu          |     |
| F                     | Dumitru Ștefanovici |     |
| F                     | Aurel Șunda         |     |
| F                     | Gheorghe Șerbănoiu  |     |
| F                     | Nicolae Murar       |     |
| M                     | Adrian Manea        | 73' |
| M                     | Stelian Anghel      |     |
| M                     | Laurențiu Bozeșan   |     |
| M                     | Iosif Rotariu       |     |
| A                     | Petre Lehman        |     |
| A                     | Ion Petrescu        | 65' |
| Înlocuiri:            |                     |     |
| M                     | Petre Vlătănescu    | 65' |
| A                     | Titi Nicolae        | 73' |
| Antrenor:             |                     |     |
| Emeric Dembrovschi    |                     |     |